# Развиленский район
Развиленский район — административно-территориальная единица в составе Ростовской области РСФСР, существовавшая в 1935—1960 годах. Административные центры — село Развильное (с января 1935 года по май 1959 года),  — село Песчанокопское (с мая 1959 года по март 1960 года).

## История
Развиленский район (с центром в селе Развильное) был образован за счёт разукрупнения Сальского района Азово-Черноморского края 1935 году. В него вошли — Богородицкий, Краснополянский, Николаевский, Поливянский, Развиленский сельсоветы и «околоток» Роте-Фане.. С 13 сентября 1937 года в составе Ростовской области. 
19 мая 1959 года Развиленский и Песчанокопский районы объединены в один Развиленский с районным центром в селе Песчанокопском. В марте 1960 года район был переименован в Песчанокопский.